# Alliance byzantino-mongole

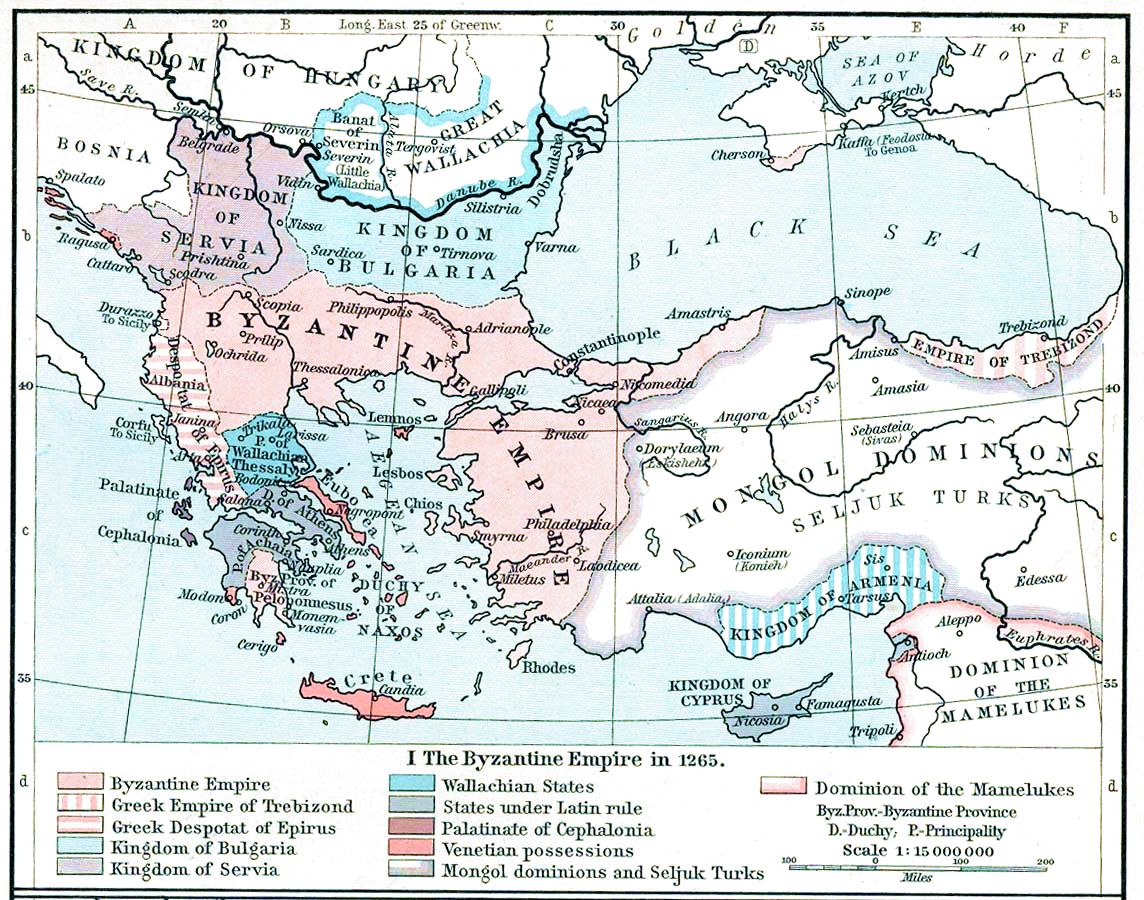
L'Empire mongol fut frontalier de l'Empire byzantin pendant plusieurs décennies, à partir de 1265

L'alliance byzantino-mongole  est une entente diplomatique existant entre l'Empire byzantin et l'Empire mongol, à la fin du XIIIe et au début du XIVe siècle. En fait, Byzance tente de maintenir des relations amicales avec la Horde d'or et l'Ilkhanat, puis avec les différents royaumes qui naissent de l'effondrement de l'Ilkhanat et qui sont souvent en guerre les uns avec les autres. Cette alliance implique de nombreux échanges de cadeaux, des collaborations militaires et des liens matrimoniaux, mais se dissout au milieu du XIVe siècle. 

## Ouvertures diplomatiques
Peu de temps après la bataille de Köse Dağ en 1243, l'empire de Trébizonde se rend à l'Empire mongol tandis que celui de Nicée réarme et répare ses forteresses. Au début des années 1250, Baudoin II, l'empereur latin de Constantinople, envoie un ambassadeur en Mongolie, en la personne du chevalier Baudoin de Hainaut. À son retour, Baudoin rencontre à Constantinople le missionnaire Guillaume de Rubrouck, qui est également sur le point de partir rencontrer le grand khan des Mongols. De son côté, Guillaume note également qu'il rencontre un envoyé de Jean III Doukas Vatatzès, l'empereur de Nicée, à la cour de Möngke Khan vers 1253.

## Alliance sous Michel VIII (1263-1282)
L'empereur Michel VIII Paléologue, après avoir chassé les Latins de Constantinople et rétabli l'Empire byzantin, établit une alliance avec les Mongols. Ces derniers sont eux-mêmes très favorables au christianisme, car une minorité d'entre eux sont des chrétiens nestoriens . 
Il signe en 1263 un traité avec le Khan de la Horde d'or, et deux de ses filles épousent des dirigeants mongols : Euphrosyne Paléologue, qui épouse Nogaï, un puissant prince de la Horde d'or et Marie Paléologue, qui épouse Abaqa, le Khan de l'Ilkhanat . 
Selon une lettre de 1267 du pape Clément IV, écrite à Viterbe, Abaqa a accepté de combiner ses forces avec celles de son beau-père Michel VIII, pour aider les Latins en Terre Sainte, en préparation de la huitième croisade (la seconde de Louis IX ): 
« The kings of France and Navarre, taking to heart the situation in the Holy Land, and decorated with the Holy Cross, are readying themselves to attack the enemies of the Cross. You wrote to us that you wished to join your father-in-law (the Greek emperor Michael VIII Palaiologos) to assist the Latins. We abundantly praise you for this, but we cannot tell you yet, before having asked to the rulers, what road they are planning to follow. We will transmit to them your advice, so as to enlighten their deliberations, and will inform your Magnificence, through a secure message, of what will have been decided. »
En 1265, Berké, le Khan de la Horde d'Or envoie son armée, commandée par Nogaï en Thrace, pour obliger les Byzantins à libérer l'envoyé mamelouk et l'ancien sultan seldjoukide Kay Kâwus II . Selon des sources égyptiennes, Michel accepte d'envoyer des tissus au Khan Mongol, en Russie. Quand Michel réalise l'importance des Mongols et devient un allié de Nogaï, il en profite pour obtenir l'aide de la horde d'Or dans sa lutte contre la Bulgarie, qui essaye d'attaquer l'Empire byzantin en 1273 et 1279. Un groupe de 4 000 soldats mongols est envoyé à Constantinople en 1282, juste avant la mort de Michel, pour lutter contre le despote de Thessalie, . 

## Alliance sous Andronic II (1282–1328)
Après 1295, Andronic II offre à Mahmoud Ghazan Khan une alliance conjugale, en échange de l'aide mongole pour lutter contre les Turcomans à la frontière orientale de l'Empire byzantin. Ghazan accepte l'offre et promet de mettre fin aux incursions. Lorsque Ghazan meurt en 1308, il est pleuré par les Byzantins. 
Cette alliance se poursuit avec Oldjaïtou, le successeur de Ghazan. En 1305, l'Ilkhan Oldjaïtou promet à Andronic II d'envoyer 40 000 hommes et en 1308 il en envoie 30 000 pour récupérer de nombreuses villes byzantines en Bithynie. Soucieux de maintenir ses liens avec la Horde d'Or, Andronic II donne ses filles en mariage à Toqtaï, ainsi que son successeur Özbeg. Mais les relations se dégradent à la fin du règne d'Andonic et les Mongols lancent des raids sur la Thrace entre 1320 et 1324, jusqu'à ce qu'ils finissent par occuper le port byzantin de Vicina Macaria. 

## Fin des relations amicales
Sous Andronic III, les relations semblent devenir encore plus conflictuelles. En 1341, les Mongols prévoient d'attaquer Constantinople et Andronic III doit envoyer une ambassade pour arrêter les préparatifs de l'attaque. 

## Voir également
- Invasions mongoles en Anatolie